# جی.ئی. فریمن
جی ای فریمن (انگلیسی: J. E. Freeman؛ زاده (۲ فوریهٔ ۱۹۴۶ -درگذشته ۹ اوت ۲۰۱۴) هنرپیشه اهل ایالات متحده آمریکا بود.
از فیلم‌هایی که وی در آن نقش داشته‌است، می‌توان به تقاطع میلر، بیگانه: رستاخیز، از ته دل وحشی، ممکن است برای تو اتفاق بیفتد، میمون‌صفت و بازی پاتریوت اشاره کرد.